# Lagorce (Ardèche)
Lagorce település Franciaországban, Ardèche megyében. Lakosainak száma 1227 fő (2022. január 1.). Lagorce Balazuc, Gras, Pradons, Rochecolombe, Ruoms, Saint-Maurice-d’Ardèche, Saint-Maurice-d’Ibie, Saint-Remèze és Vallon-Pont-d’Arc községekkel határos.

## Népesség
A település népességének változása:
| Lakosok száma | 488  | 602  | 706  | 881  | 1120 | 1156 | 1160 | 1171 | 1179 | 1227 |
|               | 1968 | 1982 | 1990 | 2006 | 2013 | 2015 | 2017 | 2019 | 2020 | 2022 |